# The Man of Mode

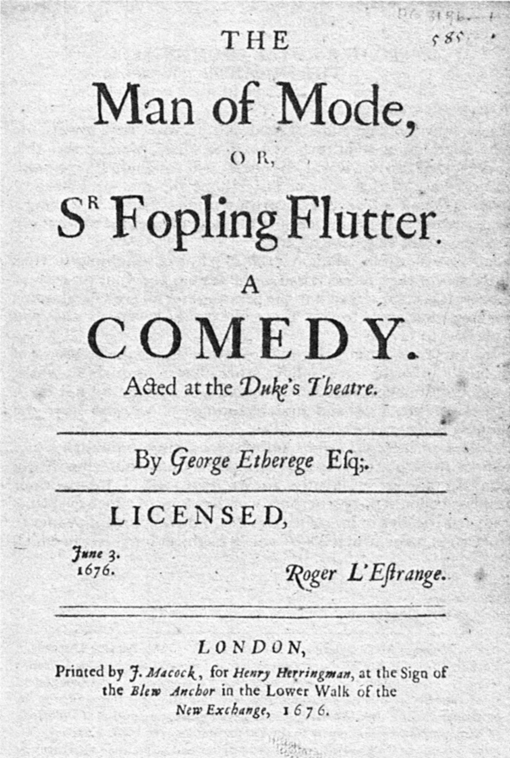
Frontispicio de The Man of Mode de George Etherege (1676).

The Man of Mode, o también titulado como Sir Fopling Flutter es una comedia de la Restauración de George Etherege, escrita en 1676. 
La obra está ambientada en Restauración inglesa sigue al mujeriego Dorimant mientras intenta ligarse a la joven heredera Harriet y desconectarse de su romance con la Sra. Loveit. 
A pesar del subtítulo, el petimetre Sir Fopling es solo uno de varios personajes secundarios; Dorimant es el protagonista .
El personaje Dorimant puede haberse basado en John Wilmot, segundo conde de Rochester, aunque no hay evidencia de esto. El papel fue interpretado por primera vez por Thomas Betterton y Sir Fopling, el extravagante petimetre del momento, por William Smith. 
En 2007, el National Theatre produjo una producción de vestimenta moderna de la obra, dirigida por Nicholas Hytner y protagonizada por Tom Hardy como Dorimant. Rory Kinnear recibió un premio Laurence Olivier por su interpretación de Fopling.

## Personajes
- Mr. Dorimant
- Mr. Medley
- Old Bellair
- Young Bellair
- Sir Fopling Flutter
- Lady Townley
- Emilia
- Mrs. Loveit
- Belinda
- Lady Woodvill
- Harriet
- Pert
- Busy
- A Shoemaker
- An Orange-Woman
- Three Slovenly Bullies
- Two Chairmen
- Mr. Smirk
- Handy,

|}

## Argumento
El protagonista de The Man of Mode es Dorimant, un libertino notorio y un hombre de ciudad.
La historia comienza con Dorimant dirigiendo un billet-doux a la Sra. Loveit, con quien está teniendo una aventura, para mentir sobre su paradero. Se deja entrar a una "Mujer-Naranja" que le informa de la llegada a Londres de una hermosa heredera, conocida más tarde como Harriet. El amigo más cercano de Dorimant y colega libertino , Medley, llega y ofrece más información sobre ella. Dorimant expresa su deseo de romper su relación con la Sra. Loveit, ya que está involucrado con su amiga más joven Belinda. Los dos amigos planean alentar los celos de la Sra. Loveit para que ella rompa la relación con Dorimant. El joven Bellair, el apuesto conocido de ambos hombres, entra y relata su enamoramiento con Emilia, una mujer que sirve como compañera de Lady Townley; su devoción es ridiculizada.Los tres debaten elfop Sir Fopling Flutter, recién llegado a Londres. Bellair se entera de la llegada de su padre, que se aloja en el mismo lugar que su Emilia y de su deseo de un matrimonio diferente para su hijo. Llega una carta de la Sra. Loveit y Dorimant se marcha.
Lady Townley y Emilia discuten los asuntos de la ciudad, en particular la profesión de amor del viejo Bellair por Emilia y su falta de conciencia sobre el afecto de su hijo por ella; en cambio, tiene la intención de que se case con Harriet. El joven Bellair admite haber escrito una carta prometiendo su conformidad con el testamento de su padre a su debido tiempo para engañarlo. Medley llega y se jacta de las damas del estatus de mujeriego de Dorimant.
La Sra. Loveit se enfurece con los celos por la falta de atención de Dorimant hacia ella, mientras que su mujer, Pert, intenta disuadirla de tales sentimientos. Belinda entra y le informa de una mujer enmascarada con la que Dorimant fue visto en público. Dorimant aparece y acusa a las mujeres de espiarlo y también que la Sra. Loveit ha alentado los afectos de Sir Fopling; en un estado fingido de celos, se va.
Harriet y Young Bellair actúan como si estuvieran enamorados para engañar a Lady Woodvill y Old Bellair. Mientras tanto, Dorimant y Belinda se encuentran en casa de Lady Townley y organizan una reunión inminente. Emilia luego revela su interés en Dorimant a Belinda y Lady Townley. Belinda persuade a la Sra. Loveit, a pedido de Dorimant, para que dé un paseo por The Mally quedar 'atrapado' en el acto de coquetear con Fopling. Dorimant se encuentra con Fopling y finge que la Sra. Loveit le tiene afecto (Fopling). Cuando la Sra. Loveit se encuentra con Fopling, actúa coqueta, a pesar de que no le agrada y consigue poner celoso a Dorimant. Medley sugiere que asista a un baile en Lady Townley's en el que Harriet estará, aunque disfrazado de "Sr. Courtage", para dejar de pensar en la Sra. Loveit. Woodvill reprende a Dorimant y su reputación frente a él, sin ver a través de su disfraz. Dorimant le admite a Emilia que ama a Harriet, pero sigue siendo obstinado. Fopling aparece y casi descubre a Dorimant, pero este último se va para encontrarse con Belinda. Ella expresa sus celos a la Sra. Loveit, implorándole que nunca la vuelva a ver. El joven Bellair descubre el afecto de su padre por Emilia, Harriet 's para Dorimant y le dice a Dorimant.
Belinda regresa a casa de la Sra. Loveit en las primeras horas, pero se sospecha que está tramando algo al tomar la misma silla alquilada que la Sra. Loveit había tomado cuando dejó Dorimant's. Dorimant llega después y se enfrenta a la Sra. Loveit; ella dice que es consciente de que él solo está fingiendo celos para pasar tiempo con otra mujer.
Lady Woodvill y Old Bellair apresuran a sus hijos a casarse. Dorimant interrumpe; su verdadera identidad se revela cuando la Sra. Loveit y Belinda llegan para enfrentarlo. La Sra. Woodvill está consternada. Los jóvenes Bellair y Emilia muestran públicamente su amor mutuo. La vieja Bellair concede el partido y Woodvill admite que le gusta Dorimant a pesar de los chismes que ha escuchado sobre él. Harriet admite que ama a Dorimant, por lo que Woodvill permite su matrimonio y advierte a Harriet que el matrimonio la arruinará. Ambas parejas jóvenes se casarán.
Harriet aconseja a Belinda y la Sra. Loveit que se mantengan alejadas de Dorimant (por su propio bien) y tal vez se unan a un convento para preservar su bondad. Dorimant y Harriet regresarán al campo para vivir con los Woodvills. Fopling se alegra de no comprometerse con nadie.
Brian Gibbons sostiene que la obra "ofrece la comedia de los modales en su forma más concentrada". [2] John Dryden usó temas similares en su obra de 1678 Mr. Limberham; o el Amable Guardián , pero con mucho menos éxito; la obra sólo se representó tres veces y ha sido descrita como su "fracaso más abyecto"